# Trakovice
Trakovice (in ungherese Karkóc) è un comune della Slovacchia facente parte del distretto di Hlohovec, nella regione di Trnava.